# Меры центральной тенденции
Мера центральной тенденции в  статистике — число, служащее для описания множества значений одним-единственным числом (для краткости). Например, вместо перечисления величин зарплат всех сотрудников организации говорят о средней зарплате. Существует множество мер центральной тенденции; окончательный выбор меры всегда остается за исследователем.
В самых простых случаях (и наиболее часто) в качестве мер центральной тенденции применяются:
- среднее арифметическое;
- среднее геометрическое;
- среднее гармоническое.

Эти три меры предложены ещё пифагорейцами, поэтому так же называются «пифагорейскими средними» (англ. pythagorean means).
В практических исследованиях получаемая совокупность значений редко описываются  нормальным распределением и, кроме того, она может содержать так называемые «выбросы» (англ. outlier). Поэтому при выборе той или иной меры центральной тенденции важно учитывать устойчивость (робастность) к выбросам выбранной меры центральной тенденции применяемой в каждом конкретном случае.

## Основные меры центральной тенденции
- Арифметическое среднее — сумма всех наблюденных значений, делённая на их количество.
- Взвешенное среднее — среднее значение, учитывающее весовые коэффициенты для каждого значения. Разновидности взвешенного среднего: арифметическое, геометрическое, гармоническое, степенное.
- Винсоризованное среднее — среднее арифметическое, при расчёте которого все исключённые (в соответствии с установленным исследователем процентом) наибольшие и наименьшие значения заменяются на наибольшее и наименьшее «оставшиеся» значения соответственно.
- Гармоническое среднее — количество наблюдений, делённое на сумму инвертированных значений наблюдений.
- Геометрическое среднее — корень степени количества значений из общего произведения всех значений.
- Медиана — значение, которое делит упорядоченные по возрастанию (убыванию) наблюдения пополам.
- Мода — наиболее часто встречающееся значение.
- М-оценка.
- Среднее Колмогорова — частный случай среднего по Коши. Общий вид системы аксиом (требований к средним величинам), приводящий к так называемым ассоциативным средним.
- Среднее Тьюки.
- Усеченное среднее — арифметическое среднее после удаления установленного (исследователем) процента наибольших и наименьших значений.